# Titularbistum Mizigi
Mizigi ist ein Titularbistum der römisch-katholischen Kirche. 
Es geht zurück auf einen untergegangenen Bischofssitz in der gleichnamigen antiken Stadt, die in der römischen Provinz Africa proconsularis (heute nördliches Tunesien) lag. Der Bischofssitz war der Kirchenprovinz Karthago zugeordnet.
| Titularbischöfe von Mizigi |                               |                                             |                  |                 |
| Nr.                        | Name                          | Amt                                         | von              | bis             |
| 1                          | Giocchino Pedicini            | emeritierter Bischof von Avellino (Italien) | 2. Juni 1967     | 6. Januar 1976  |
| 2                          | Jacques Huynh Vân Cùa         | Koadjutorbischof von Phú Cường (Vietnam)    | 22. Februar 1976 | 9. Januar 1995  |
| 3                          | Michael Putney                | Weihbischof in Brisbane (Australien)        | 31. Mai 1995     | 24. Januar 2001 |
| 4                          | José Antonio Gentico          | Weihbischof in Buenos Aires (Argentinien)   | 21. März 2001    | 5. April 2007   |
| 5                          | Raúl Antonio Martinez Paredes | Weihbischof in Guatemala (Guatemala)        | 28. Juli 2007    |                 |